# Bukit Timah
Bukit Timah (čínsky 武吉知马, tamilsky புக்கித் திமா, 163,63 m n. m.) je kopec na ostrově Pulau Ujong v jihovýchodní Asii. Nachází se v městském státě Singapur na území Centrálního regionu. Jedná se o nejvyšší bod státu i ostrova. Kopec leží v Přírodní rezervaci Bukit Timah.